# Elena Blume
Elena Blume Carreras (Barcelona, 31 de diciembre de 1926-Barcelona, 2 de febrero de 2024) fue una gimnasta artística española, la primera campeona de Cataluña de la historia y también campeona de España.

## Biografía
Comenzó a practicar gimnasia artística en el Gimnasio Blume, propiedad de su padre, Armando Blume, donde también se formaría después su hermano, Joaquín Blume. Blume Carreras fue la primera campeona femenina de Cataluña de la historia.
A los 32 años se retiró de la competición y se dedicó a ser entrenadora de gimnasia artística, entre otros, de su hija Ana Elena Sánchez Blume –llamada Leni o Analén– y también seleccionadora española femenina.

## Premios y reconocimientos
- En 1995 fue galardonada con el premio de Forjadores de la Historia Deportiva de Cataluña.[2]
- En 1957 ganó el Campeonato de España, adjudicándose el oro en las pruebas de salto, tierra y barra.[2][3][4]
- Ganó el Campeonato de Cataluña cuatro años consecutivos, desde 1954 hasta 1957, y acumuló en este período tres medallas de oro en salto y tres en asimétricas.
- En 1954 también fue subcampeona de España, ganó la medalla de oro en salto y asimétricas, y la de plata en barra.